# Reham Yacoub
Reham Yacoub, nota anche come Riham Yaqoob (arabo:رهام يعقوب عزام) (Bassora, 19 dicembre 1991 – Bassora, 19 agosto 2020), è stata un'attivista irachena per i diritti umani e i diritti delle donne, figura importante nelle proteste in Iraq.  Molto attiva sui social network e in testa ai cortei nelle manifestazioni, era critica nei confronti della corruzione e della morsa dell'Iran sulla politica irachena.

Reham Yakoub

Nell'estate del 2020 venne uccisa al volante della sua auto da uomini mascherati armati di fucili d'assalto. La morte di Yakub commosse l'opinione pubblica irachena. Il primo ministro Mustafa al-Kazimi fece visita alla sua famiglia e destituì  il capo della polizia di Bassora, ma alcuni giornalisti iracheni sottolinearono la sua incapacità di fermare questi omicidi di attivisti, che continuarono dando origine a nuove proteste nel 2021.

## Biografia
Riham Yakoub era una nutrizionista che si laureò all'Università di Bassora, dove si specializzò nei modi per combattere l'obesità. Gestiva una palestra incoraggiando le donne a rimanere in salute e ad avere il coraggio di camminare per strada senza paura. Avrebbe anche voluto diventare Ministro dello Sport in Iraq. Fu attivamente coinvolta in gruppi di attivisti e marce, anche per i diritti delle donne, e partecipò al movimento di protesta antigovernativo dal 2017. Attiva anche sui social network, tra cui Facebook e Instagram, diventò fonte di ispirazione per i giovani dimostranti e fu anche seguita da quasi 80.000 persone. In particolare, pubblicò video che la ritraevano durante le manifestazioni dove, in testa al corteo, intonava slogan, il più famoso dei quali era: "Sono fedele al mio paese; Chi sei?"; il "Chi sei?", che avrebbe preso di mira le milizie filo-iraniane, era ripetuto in coro dai manifestanti.

### Minacce di morte
Una serie di omicidi di attivisti avvennero a Bassora nel 2018 e Yakoub, insieme ad altre femministe come Lodia Remon, fu presa di mira da una campagna diffamatoria che la accusava di essere al soldo del governo degli Stati Uniti. Una foto di lei con il console degli Stati Uniti a Bassora in occasione della "Festa della Donna" circolò sui social network e sui media filo-iraniani, per giustificare il suo ruolo di "agente statunitense". Un'agenzia di stampa iraniana, Mehr News Agency, pubblicò un articolo in cui accusava apertamente Yakub di partecipare a una rete filo-americana. Il canale filo-iraniano Al-Ahed TV trasmise un video che incitava alla violenza contro l'attivista. Le accuse di fedeltà agli Stati Uniti continuarono a circolare dopo la sua morte nell'ambiente filo-iraniano, tra cui il membro del parlamento Kazem Al-Sayyadi. Durante questa campagna diffamatoria, Yakoub ricevette numerose minacce di morte e un messaggio telefonico la informò che il suo indirizzo di casa era noto. Yakoub lasciò Bassora per diversi mesi, poi tornò ma non partecipò alle proteste dell'ottobre 2019, dedicandosi agli studi per un dottorato.
Nell'ottobre 2019 si svolsero proteste in tutto il paese contro la corruzione, il deterioramento delle condizioni di vita e la morsa dell'Iran sulla politica irachena. Tra l'inizio delle proteste e l'assassinio di Yakoub, secondo quanto riferito, quasi 700 manifestanti furono uccisi, così come decine di attivisti antigovernativi. La tensione era particolarmente alta a Bassora, la seconda città del paese, dove iniziarono i movimenti di protesta dopo la primavera araba.

### L'assassinio
Nel luglio-agosto 2020 si verificarono vari attacchi contro militanti iracheni, la prima vittima fu Hisham al-Hashemi. Bassora era una delle città più colpite dagli omicidi politici.  A metà agosto, Tahsine Osama venne assassinato e gli attivisti Lodia Remon e Abbas Subhi furono gravemente feriti da armi da fuoco. Pochi giorni dopo, il 19 agosto, Yakoub fu uccisa al volante della sua auto mentre tornava dalla palestra che gestiva. Gli assassini erano uomini in motocicletta, mascherati e armati di fucili d'assalto. I passeggeri dell'auto, la sorella di Yakoub e un amico, rimasero feriti. Gli assassini non furono mai identificati. Secondo molti attivisti e giornalisti, probabilmente si trattava di membri di milizie sciite filo-iraniane.
Dopo l'omicidio di Yakub, il primo ministro iracheno Mustafa al-Kazimi destituì il capo della polizia di Bassora, visitò la famiglia di Yakub e assicurò che gli assassini sarebbero stati arrestati. Il giornalista iracheno Sarmad al-Taei dichiarò: "Al-Kazimi continua a destituire i capi della polizia [ma] si rende conto che il suo potere è limitato e non ha preso alcuna misura su larga scala contro gli assassini". Un deputato di Bassora affermò che trovare gli assassini di Yakub era come "cercare un ago in un pagliaio", soprattutto perché gli omicidi di attivisti raramente, se non mai, si traducevano in arresti. Questa impunità sugli uccisori degli attivisti dette impulso  a nuove manifestazioni nel 2020 e nel 2021, con lo slogan "Chi mi ha ucciso?". L'opinione pubblica irachena condannò in gran parte l'assassinio di Yakub, che ricevette molti tributi sui social network.

### Reazioni internazionali
La Missione di Assistenza delle Nazioni Unite per l'Iraq (UNAMI) e Jeanine Hennis-Plasschaert, rappresentante speciale del Segretario Generale per l'Iraq, condannarono e denunciarono l'omicidio di Riham Yakoub in un comunicato stampa. L'inviato delle Nazioni Unite aggiunse che "tutta la forza della legge deve essere applicata per trovare, arrestare e ritenere responsabili i colpevoli, e per porre fine a questo ciclo di violenza".